# Масові вбивства сирійських алавітів (2025)
З грудня 2024 року в Сирії триває серія масових вбивств і розправ над алавітами, які здійснюються бойовиками, пов'язаними з нещодавно сформованим сирійським перехідним урядом і його союзниками з ополчення Сирійської національної армії, переважно в прибережному регіоні країни, і є частиною зіткнень, що тривають на заході Сирії в рамках громадянської війни. За оцінками організацій Сирійська мережа з прав людини (SNHR) та Сирійська обсерваторія з прав людини (SOHR), що базується у Великій Британії, від 6 березня 2025 року в 39 окремих масових вбивствах, скоєних озброєними ополченцями, які підтримують сирійський уряд, загинуло від 607 до 973 цивільних осіб.
У березні 2025 року президент Сирії Ахмед аль-Шараа заперечив відповідальність за ці напади. У своїй промові аль-Шараа заявив, що «залишки колишнього режиму» не мали іншого вибору, окрім як негайно здатися, оскільки він пообіцяв притягнути до відповідальності «кожного, хто причетний до кровопролиття серед мирного населення».
Особливо смертоносні масові вбивства почалися на початку березня 2025 року в провінції Латакія, де, за даними SOHR, сирійські військові вбили сотні цивільних осіб протягом двох днів, зокрема 52 алавітів лише в містах Аль-Мухтарія та Аш-Шир у сільській Латакії. Ці події відбулися в період підвищеної напруженості та збройних зіткнень між силами сирійського перехідного уряду та бойовиками, лояльними до колишнього президента Сирії Башара Асада.